# Филателистический интернационал
Филателистический интернационал (сокращённо Филинтерн, также Объединение пролетарских филателистов, позднее — Всемирное объединение коллекционеров «Филателистический интернационал»; эсп. Tutmonda asocio de kolektantoj, Filintern[≡]) — основанная в 1924 году международная филателистическая организация, объединявшая пролетарских филателистов и бонистов под лозунгом «Коллекционеры всех стран, соединяйтесь!».

## История создания

### Подготовительный этап
Решение о создании Филинтерна было принято в июне 1924 года в Москве[≡]. Филинтерн основывался на тех же идеологических и организационных принципах, что и другие подобные интернациональные организации: Коминтерн, Профинтерн, Крестинтерн, Спортинтерн, КИМ и им подобные. В июньском номере журнала «Советского филателиста» за 1924 год инициативное Бюро по организации Красного Филинтерна обратилось к читателем с призывом: «Филателисты всех стран, соединяйтесь!». В воззвании Бюро говорилось о необходимости создания международного филателистического объединения трудящихся всех стран в противовес существующим буржуазным филателистическим обществам, а также декларировались следующие задачи этого объединения:
1. Международное объединение филателистов всех стран для дружной совместной борьбы против дорого обходящейся рядовым коллекционерам опеки торговых марочных фирм и отдельных марочных торговцев.
2. Международная организованная борьба со спекулянтами и фальсификаторами почтовых марок и бон и активный бойкот фальшивых и спекулятивных выпусков, рассчитанных на обирательство коллекционеров.
3. Снабжение коллекционеров всех стран марками и бонами всего мира по самым доступным и дешёвым ценам и — с этой целью — создание международного потребительско-кооперативного марочного органа.
4. Создание для коллекционеров всех стран живой постоянной связи — и с этой целью — использование международного языка эсперанто для издания международного филателистического печатного органа «Красный Филинтерн».
5. Борьба со всем, что стоит на пути прогресса филателии[5].

### Организационные заседания

#### Первое
Первое заседание предварительного совещания по организации международного филателистического общества коллекционеров-трудящихся — Филателистического интернационала состоялось 22 июня 1924 года в помещении государственной Организации Уполномоченного по филателии и бонам (Москва, 1-я Тверская-Ямская улица, д. 3). На заседании присутствовали 28 участников с решающим голосом и 22 участника на правах гостей. Совещание открыл Ф. Г. Чучин (1883—1942; репрессирован), предложив избрать президиум. В состав президиума совещания вошли семь человек, представленные Правлением Всероссийского общества филателистов: Ф. Чучин, Б. Памфилов, Н. Бруггер (СССР), Гутман (Эстония), Казаков (Франция) и Морис Шерман (США).
На заседании были заслушаны приветствия организующемуся Филинтерну, доклады с мест, а также избраны три комиссии — мандатная, организационная, с правом кооптации представителей иностранных коллекционеров, и редакционная:
- В мандатную комиссию вошли: от Уральского областного отдела ВОФ — В. Веркмейстер, от Правления ВОФ — Б. Памфилов и от Секции юных филателистов — М. Артамонов.
- В организационную комиссию: от ЦК Союза эсперантистов Советских стран — Яковлев, от Правления ВОФ — Л. Эйхфус, от Секции юных филателистов ВОФ — М. Артамонов.
- В редакционную комиссию: от Правления ВОФ — Ф. Чучин, от редакции «Советский филателист» — Б. Розов[8], от Союза эсперантистов Советских стран — В. Поляков.

#### Второе
На втором заседании, состоявшемся 30 июня 1924 года присутствовали 27 участников с правом решающего голоса и 29 участников на правах гостей. На нём был заслушан доклад организационной комиссии, занимавшийся выработкой проекта устава Филинтерна. Проект устава был принят в качестве подсобного материала для Временного устава Филинтена, составление которого было поручено Организационному бюро. Редакционная комиссия сделала доклад о печатном органе Филинтерна и представила программу журнала Филинтерна. На заседании также был утверждён состав редакции журнала: редактор — Анатолий Фриц, помощник редактора — Юрий Милютин, технический редактор — В. Эльнордо.
Заседание закончилось избранием Организационного бюро, в которое вошли: от Правления Всероссийского общества филателистов — Л. Эйхфус, от Секции юных филателистов — М. Артамонов, от ЦОО ВОФ — В. Бессонов, от официального органа Филинтерна — Фриц, от ЦК Союза эсперантистов Советских стран — В. Поляков. В качестве кандидатов были избраны: от Всероссийского общества филателистов — Б. Памфилов, от официального органа Филинтерна — Б. Розов, от ЦК Союза эсперантистов — Демидюк, от Секции юных филателистов — Горбунов и от Секции бонистов ВОФ — Вязельщиков. Организационному бюро было дано право кооптации представителей иностранных коллекционеров.

## Деятельность общества
С 1 июля 1924 года Организационное бюро Филателистического интернационала открыла запись в члены Филинтерна, сообщив об этом в седьмом номере журнала «Советский филателист» от 1924 года. Единовременный членский взнос за полгода составлял 1 рубль 50 копеек. Каждый член Филинтерна бесплатно получал: ежемесячный журнал Филинтерна, членский билет, рекомендовался иностранным коллекционерам в целях обмена и печатался в журнале Филинтерна на эсперанто (имя, адрес и предмет обмена). Запись в члены Филинтерна производилась в помещении редакции «Советского филателиста» по почте или лично.
На 1 октября 1924 года было принято 102 действительных члена Филинтерна, наибольшее количество из которых дал СССР. Зарубежными членами Филинтерна стали:
- в Германии — 22 человека,
- в США — 10 человек,
- во Франции — восемь человек,
- в Нидерландах и Австрии — по шесть человек,
- в Италии — два человека,
- в Великобритании, Испании, Маньчжурии, Люксембурге, Норвегии, Португалии, Швеции и Румынии — по одному человеку.

Первый конгресс Филателистического Интернационала состоялся в конце декабря 1924 года.
Секции организации были созданы в ряде стран. Одна из таких секций возникла в 1926 году в Дрездене (Германия) с целью содействия занятию рабочими филателией независимо от «буржуазных» организаций коллекционеров Веймарской республики. В её цели входило создание «пролетарских кружков кругового обмена».
В Советском Союзе Всероссийское общество филателистов на первом съезде, проходившим в конце декабря 1924 года, объявило себя секцией Филинтерна. Филателистический интернационал фактически прекратил свою деятельность перед Второй мировой войной.
В 1927 году организация уже имела изменённое полное название — Всемирное объединение коллекционеров «Филателистический интернационал» (Филинтерн), и в её рядах насчитывалось около 2000 человек.

## Исполнительный комитет
По состоянию на 1927 год, работу Филинтерна возглавлял Исполнительный комитет в следующем составе:
- председатель — Леонгард Карлович Эйхфус (1892—1937; репрессирован)[14],
- товарищ председателя — Борис Яковлевич Бабицкий,
- член-секретарь — Валентин Иванович Поляков.

## Печатный орган

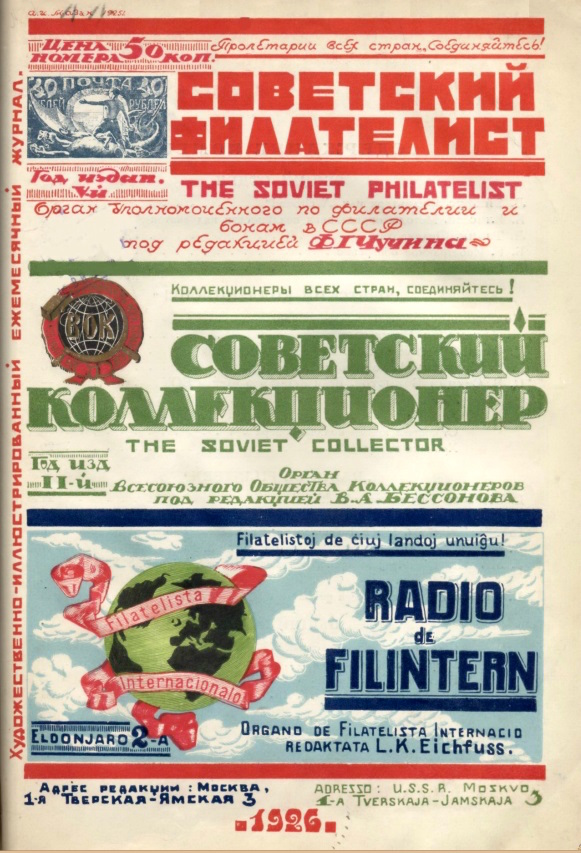
Обложка журнала «Советский филателист — Советский коллекционер — Радио Филинтерна» (1926)

10 июня 1924 года издательством «Советский филателист» по соглашению с инициативным Бюро по организации Красного Филателистического Интернационала был выпущен в свет бюллетень-проспект «Radio de Filintern», который должен был стать предшественником филателистического международного журнала «Красный Филинтерн». Предполагалось, что этот журнал будет издаваться на четырёх языках: эсперанто, английском, французском и немецком.
Однако печатным органом Филателистического интернационала в течение двух лет, с 1926 по 1927 год, был один из трёх разделов журнала «Советский филателист — Советский коллекционер — Радио Филинтерна», а именно «Радио Филинтерна», выходивший на иностранных языках или эсперанто. С 1928 года Филинтерн, Советская филателистическая ассоциация и Всероссийское общество филателистов (позднее Всесоюзное общество коллекционеров) издавали единый журнал «Советский филателист» (позднее «Советский коллекционер»).
Программа печатного органа Филинтерна была принята на организационном заседании 30 июня 1924 года и включала в себя следующие положения:
1. Пропаганда международного объединения филателистов-трудящихся всех стран для борьбы с организованными филателистами-торговцами.
2. Печатная война всем фальсификаторам почтовых марок и бон, спекулянтам, нечестным обменщикам и всем врагам филателии.
3. Борьба с измышлениями и извращениями буржуазной филателистической прессой филателистической действительности.
4. Широкая популяризация идейной филателии и её научного, этического, эстетического, педагогического и экономического значения; приближение филателии к широким массам трудящихся.
5. Внедрение в филателию языка эсперанто и установление, таким образом, живой связи филателистов всего мира между собой.
6. Установление института филкоров во всём мире, чтобы с помощью их следить за всеми неприятельскими актами и своевременно парировать их на страницах журнала и установить своевременный обмен новостями со всего света.
7. Организация кооперативного снабжения членов Филинтерна филателистическими материалами.

## Адрес
Исполнительный комитет Филинтерна располагался по следующему адресу (данные 1927—1928 годов):
Москва, ул. 1-я Тверская-Ямская, 3. Телефон: 1-82-35 (днём) и 5-32-88 (вечером).

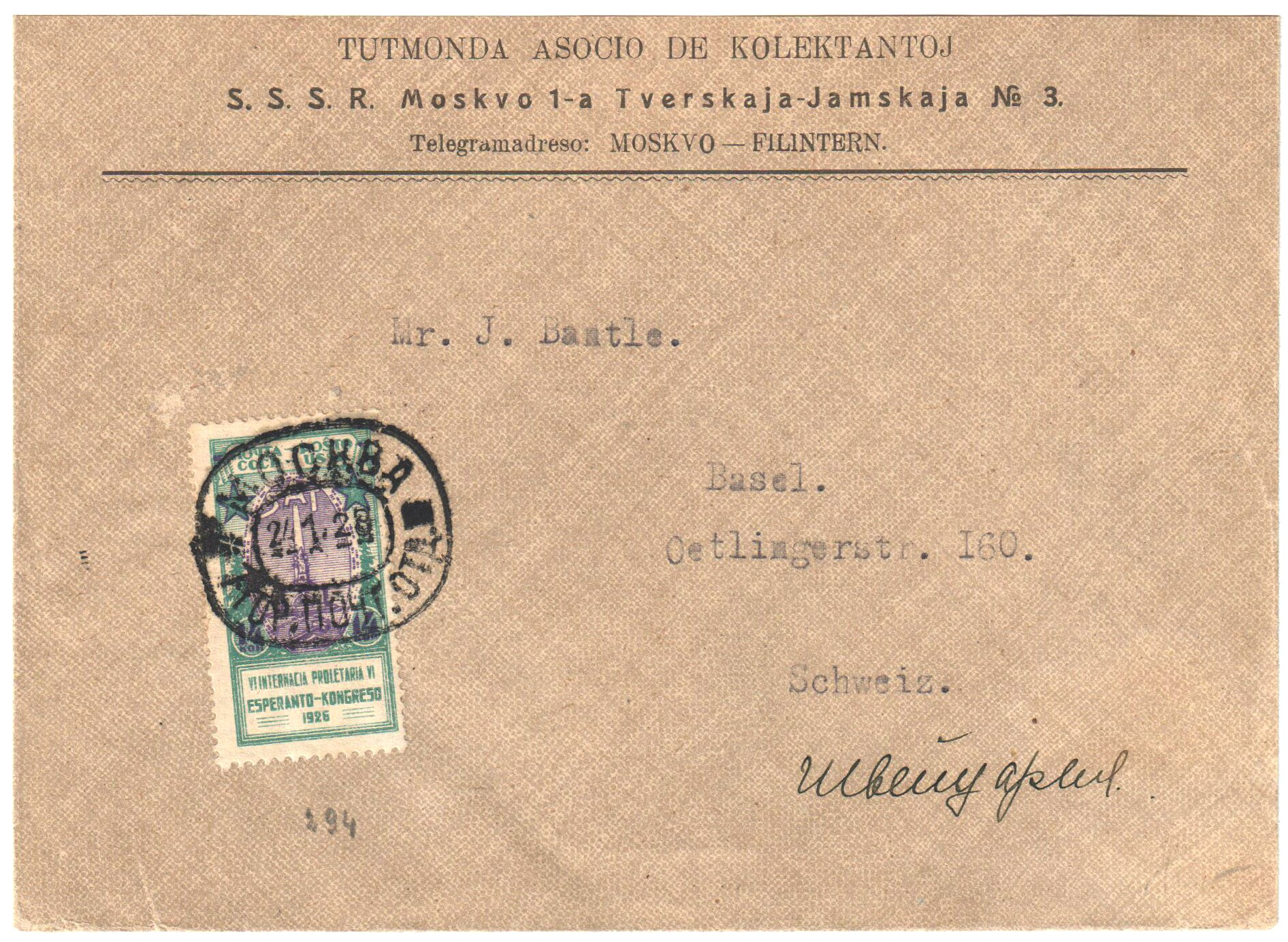

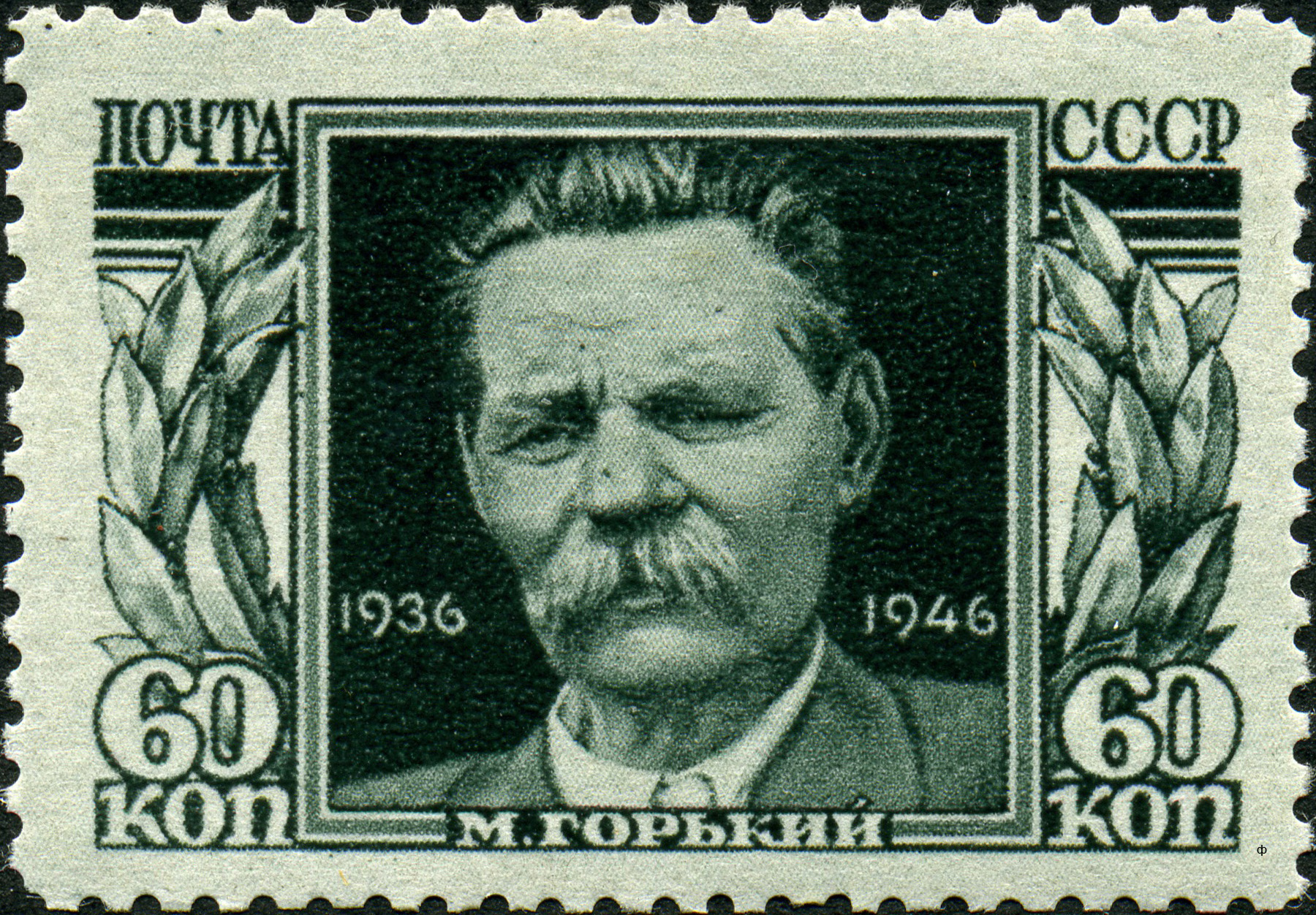
А. М. Горький на почтовой марке СССР, 1946)

## Интересные факты
Чтобы иметь возможность своевременно получать новые марки разных стран, в Филателистический интернационал в 1927 году вступил Максим Горький. Сохранился его членский билет Филинтерна за № 1485, выписанный на имя А. М. Пешкова.